# Shigeo Yaegashi
Shigeo Yaegashi (24. marts 1933 – 2. maj 2011) i Daejeon), var en japansk fodboldspiller som deltog i de olympiske lege 1956 i Melbourne, 1964 i Tokyo og 1968 i Mexico city.
Yaegashi vandt en bronzemedalje i fodbold under Sommer-OL 1968 i Mexico city. Han var med på det japanske hold som kom på en tredjeplads i fodboldturneringen for mænd efter Ungarn og Bulgarien. Japan besejrede Frankrig med 3-1 i kvartfinalen men tabte semifinalen med 0-5 til Ungarn. Bronzefinalen mellem Japan og Mexico endte 2-0.
Yaegashi spillede 45 landskampe for Japan i perioden 1956-1968 og scorede elleve mål.
Han blev kåret til årets spiller 1963 i Japan.

## Japans fodboldlandshold
| Japans landshold | Japans landshold | Japans landshold |
| År               | Kmp              | Mål              |
| ---------------- | ---------------- | ---------------- |
| 1956             | 3                | 0                |
| 1957             | 0                | 0                |
| 1958             | 2                | 0                |
| 1959             | 5                | 0                |
| 1960             | 1                | 0                |
| 1961             | 7                | 2                |
| 1962             | 7                | 3                |
| 1963             | 5                | 4                |
| 1964             | 2                | 2                |
| 1965             | 4                | 0                |
| 1966             | 2                | 0                |
| 1967             | 3                | 0                |
| 1968             | 4                | 0                |
| Total            | 44               | 11               |